# 루스키섬

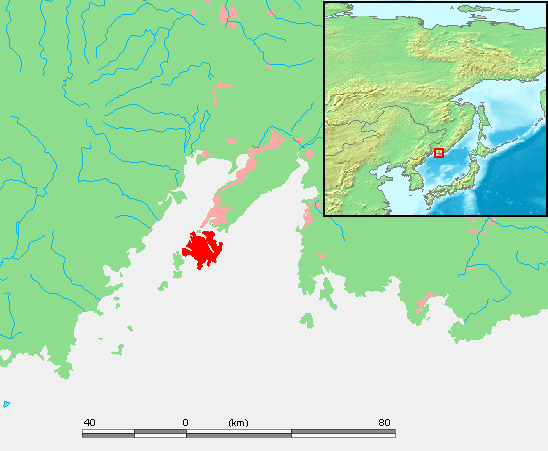
루스키 섬 위치

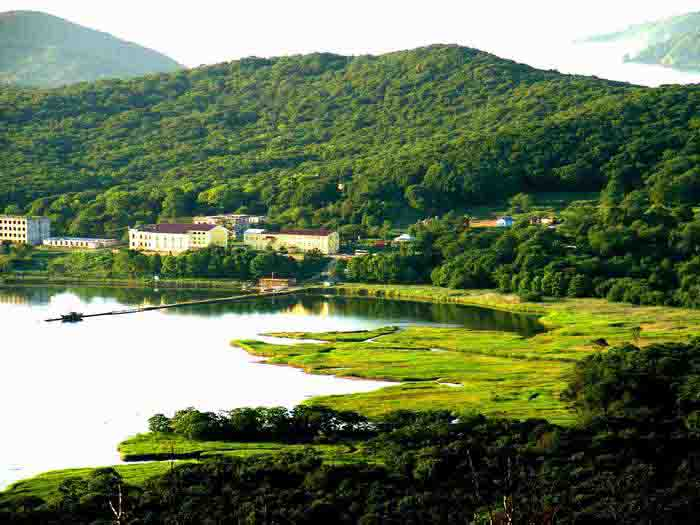
루스키 섬

루스키섬(러시아어: Русский остров, 문화어: 루쓰끼섬)은 블라디보스토크에서 몇km 떨어진 곳에 위치한 섬으로 동해연안에 위치해 있다.
루스키 섬은 현재 블라디보스토크 관할에 놓여 있다. 가끔 이곳은 상트페테르부르크의 크론슈타트에 비교되어, 가끔 극동의 크론슈타트(러시아어: Дальневосточный Кронштадт)라고도 불린다. 이 섬은 소련 시절에는 군사기지가 있었던 곳이었다.
이곳은 안개가 자주 끼는 곳이다. 간혹 겨울에 안개가 너무 심해서, 섬이 잘 보이지 않는 경우도 있다. 섬의 이름은 동시베리아를 통치한 니콜라이 아무르스키(Николай Николаевич Муравьёв-Амурский)의 이름을 따서 붙여졌다. 면적은 97,6km2이다. 가장 큰 산은 중부 지역에 위치해 있는 루스키흐 산(Русских, 279m), 글라브나야 산(Главная, 279m), 첸트랄나야 산(Центральная, 255m)이다.

## 같이 보기
- 러시아의 섬 목록